# ARD慕尼黑國際音樂大賽
慕尼黑ARD国际音乐大賽（德語：Internationaler Musikwettbewerb der ARD）是德國最大的古典音乐比賽，也是同类型比赛中最大规模以及最具权威的音乐大赛。這項年度賽事由巴伐利亞廣播公司承辦，於1952年創設。1957年，該項賽事成為国际音乐比赛世界联盟的創始成員之一。
比赛选手根据不同专业分开比赛，年龄約在25岁—28岁間。每年的應選人次約為350人—450人，經徵選後，約有200名选手得以進入正式的賽程。

## 组别分类
賽事所開放的樂器組別逐年不同，ARD大賽的重點之一是當代音樂，且自2001年起經常有作曲家專門被委託為大賽創作作品。

### 2020年代
- 2024年：木管五重奏、聲樂、雙簧管、大提琴
- 2023年：鋼琴三重奏、豎琴、中提琴、低音提琴
- 2022年：長笛、長號、鋼琴、弦樂四重奏
- 2021年：鋼琴二重奏、圓號、聲樂、小提琴
- 2020年因COVID-19疫情取消

### 2010年代
- 2019年：低音管、單簧管、大提琴、打擊樂
- 2018年：聲樂、小號、中提琴、鋼琴三重奏
- 2017年: 小提琴, 双簧管, 钢琴, 吉他
- 2016年: 低音提琴, 竖琴, 圆号, 弦乐四重奏
- 2015年: 声乐, 长笛, 长号, 钢琴二重奏
- 2014年: 钢琴, 大提琴, 打击乐, 木管五重奏
- 2013年: 小提琴, 中提琴, 低音管, 钢琴三重奏
- 2012年: 声乐, 单簧管, 弦乐四重奏
- 2011年: 钢琴, 双簧管, 小号, 管风琴
- 2010年: 长笛, 圆号, 钢琴二重奏, 大提琴

### 2000年代
- 2009年: 声乐, 竖琴, 小提琴, 低音提琴
- 2008年: 中提琴, 单簧管, 巴松, 弦乐四重奏
- 2007年: 双簧管, 长号, 打击乐 钢琴三重奏
- 2006年: 声乐 (歌剧), 声乐 (独唱音乐会/艺术歌曲), 钢琴, 管乐五重奏
- 2005年: 圆号, 小提琴, 大提琴, 钢琴二重奏
- 2004年: 中提琴, 长笛, 竖琴, 弦乐四重奏
- 2003年: 声乐, 单簧管, 低音提琴, 小号
- 2002年: 钢琴, 双簧管, 巴松, 钢琴三重奏
- 2001年: 小提琴, 大提琴, 萨克斯风, 打击乐, 管乐五重奏
- 2000年: 声乐, 中提琴, 长笛, 钢琴二重奏, 弦乐四重奏

## 獎金
獲獎的前三名可以取得的獎金分別為：
- 首獎：10,000歐元
- 二獎：7,500歐元
- 三獎：5,000歐元

## 人物

### 組織
- 藝術總監：Meret Forster
- 執行總監：Elisabeth Kozik
- 專案管理：Anja Krainz

### 历届知名获奖者
選手在賽事的傑出表現與成績，往往被音樂界視為邁向演奏生涯的跳板，即便他在當屆賽事所取得的不一定是首獎。歷來在這項賽事獲獎的知名演奏／演唱者有：
- 1960年：伊凡·李布洛夫（声乐，冠军）
- 1962年：克里斯托弗·埃申巴赫（钢琴，冠军）
- 1963年
  - Maurice André（小号，冠军）
  - 堤剛（大提琴，亞軍）
- 1966年：内田光子（钢琴，季军）
- 1968年：潔西·諾曼（聲樂，冠軍）
- 1967年：今井信子（中提琴，亞軍）
- 1970年：東京弦樂四重奏團（弦樂四重奏，冠軍）
- 1972年：陳必先（钢琴，冠军）
- 1973年：鄭明勳（鋼琴，亞軍）
- 1976年：Yuri Bashmet（中提琴，冠军）
- 1982年：安妮·索菲·冯·奥特（聲樂，亞軍）
- 1984年：克里斯蒂安·特茲拉夫（小提琴，亞軍）
- 1988年：Thomas Quasthof（声乐，冠军）
- 1989年：亞歷山大·薩洛（鋼琴，亞軍）
- 1993年：Anna Malikova（鋼琴，冠軍）
- 1999年：黄滨（小提琴，亚军）（冠军空缺）
- 2008年：阿波罗缪斯四重奏团（弦乐四重奏，冠军）

## 外部連結
- Offizielle Seite des Wettbewerbs（页面存档备份，存于）
- Internationaler Musikwettbewerb der ARD München (Hrsg.), 50 Jahre: 1952–2001, München 2001. (德文)
- ARD Competition
- Directory of International Piano Competitions
- Critic's Diary of the 2008 ARD Competition（页面存档备份，存于）, ionarts.org
- Winners of the 2008 ARD Viola Competition（页面存档备份，存于） WETA 90.9
- Winners of the 2008 ARD String Quartet Competition（页面存档备份，存于） WETA 90.9
- （页面存档备份，存于）
- Piano Competitions & Music Competitions at Bakitone International（页面存档备份，存于）